# Ordonnance d'Alcalá

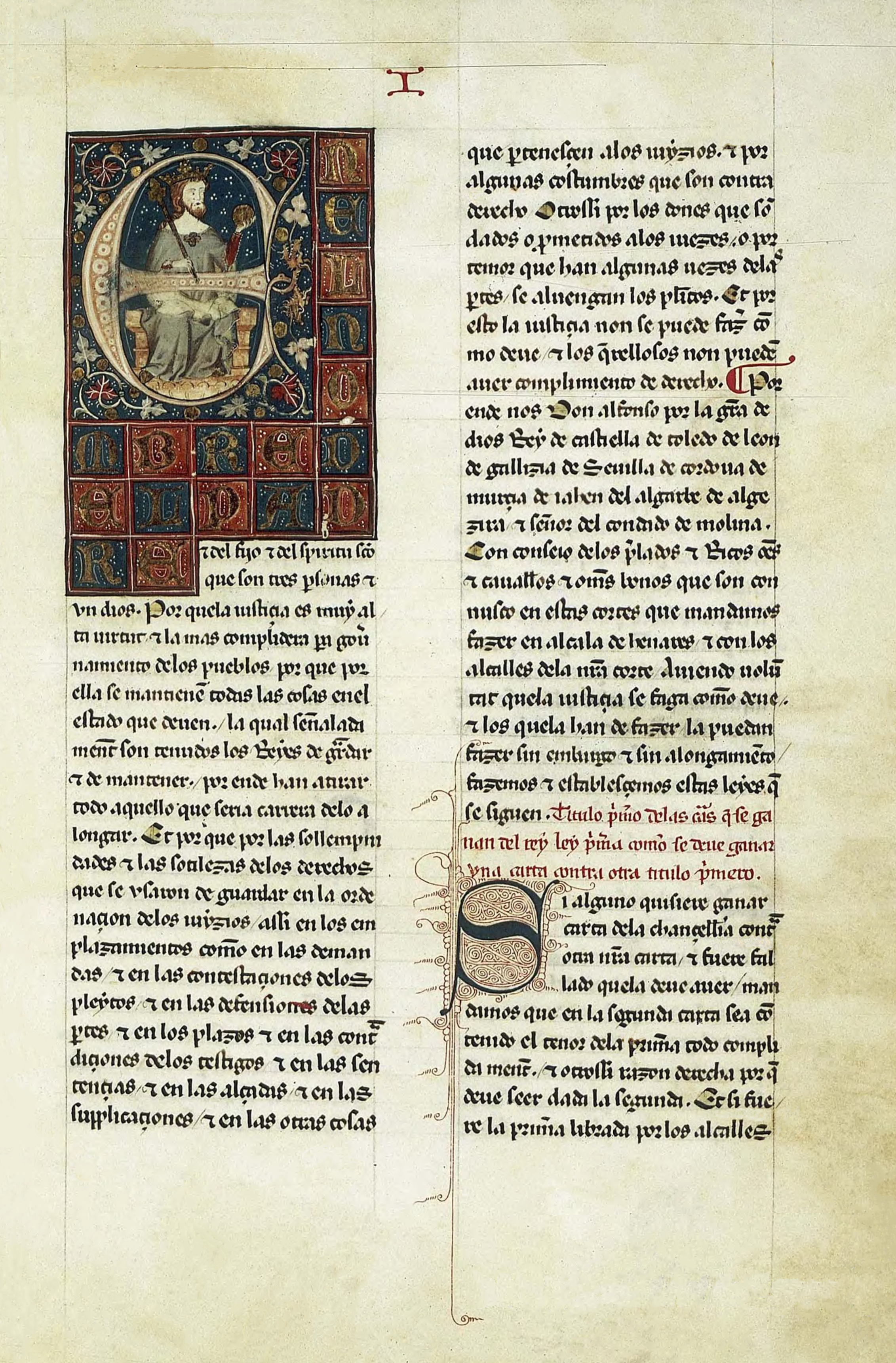
Première page de l'Ordonnance d'Alcalá.

L'ordonnance d'Alcalá est un ensemble de 131 lois promulguées par l'assemblée des Cortes convoqués par le roi Alphonse XI de Castille à Alcalá de Henares le 28 février 1348. Elle reste le principal corps de lois de la Castille médiévale jusqu'aux lois de Toro de 1505. Elle est organisée en 32 titres. Ce texte législatif est reproduit dans la Nueva recopilación (es) et la Novísima recopilación.

## Contexte et objet

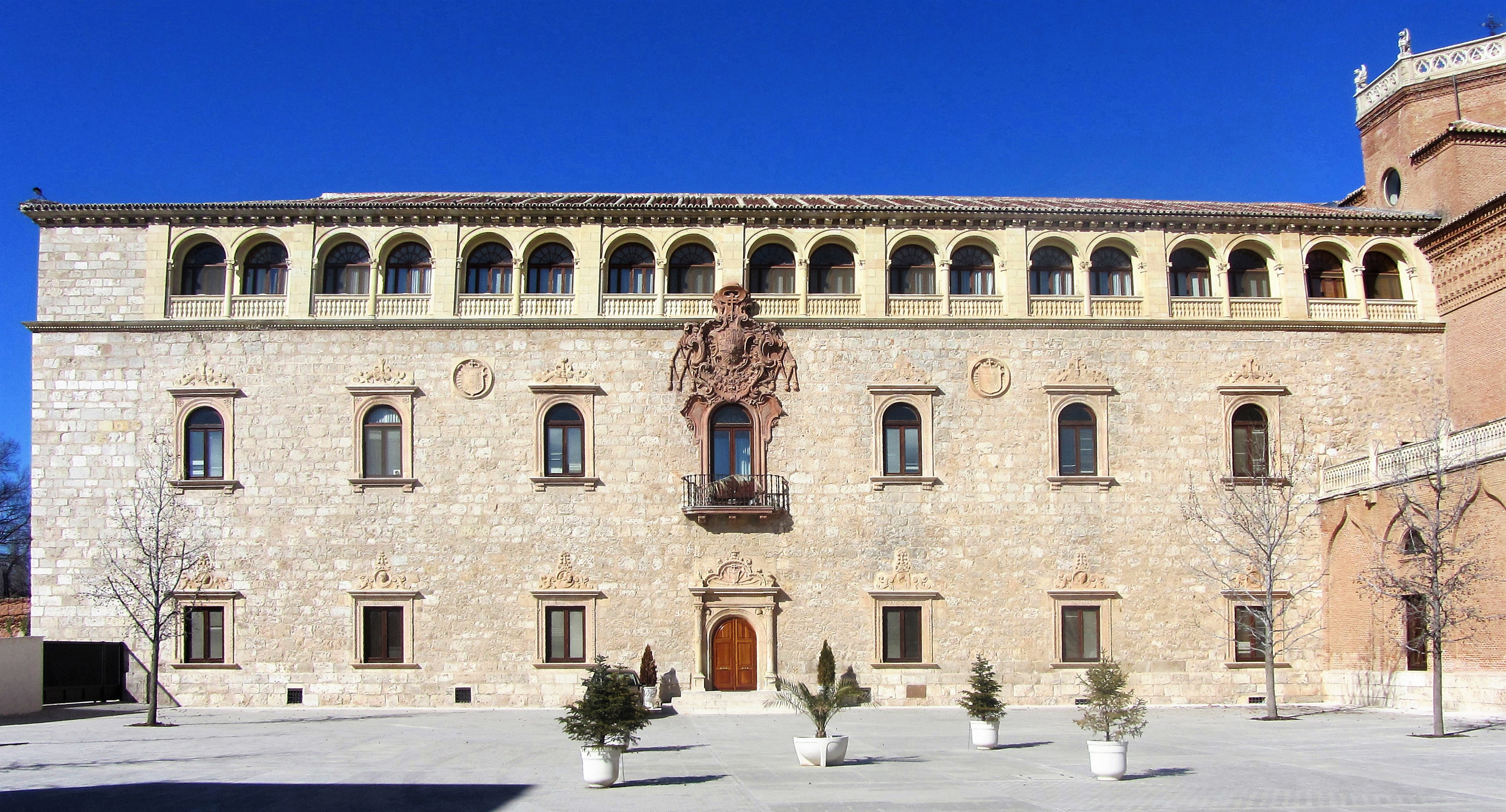
Palais archiépiscopal d'Alcalá.

À la suite de l'accord des Cortes de Zamora en 1274 et des réactions populaires, l'application du droit est problématique en Espagne avec une multitude de fores locaux anciens, limitant l'applicaiton des lois royales. En raison de la dispersion législative et de l'indéfinition de plusieurs situations juridiques locales et liées à la société d'ordres, la création d'un corps normatif ordonnant le cadre législatif et juridique devient nécessaire à l'époque. L'ordonnance d'Alcalá est adoptée au Palais archiépiscopal d'Alcalá sur ordre du roi Alphonse XI. Cette ordonnance établit de manière catégorique la primauté du droit général issu de la royauté sur les ordonnances municipales. Elle traduit le succès des lettrés, d'orientation romaniste, qui représentent les intérêts du roi pour accroître l'emprise du monarque, de manière à définir une prémisse de monarchie autoritaire (es). Elle constitue un point de rupture dans l'histoire du droit en Espagne et marque la fin du bas Moyen Âge en Espagne sur le plan juridique.

## Contenu

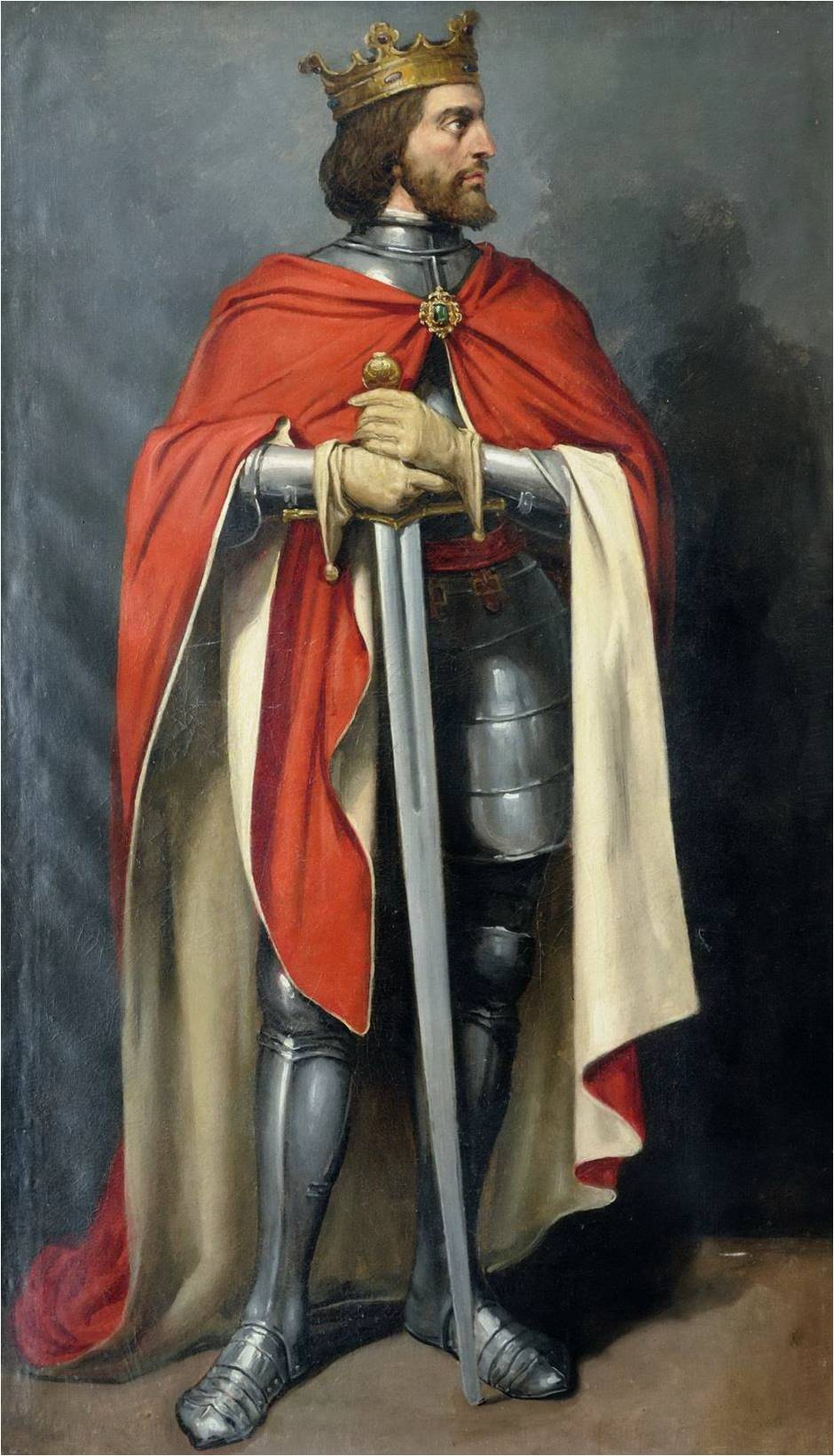
Alphonse XI (peinture du XIXe siècle).

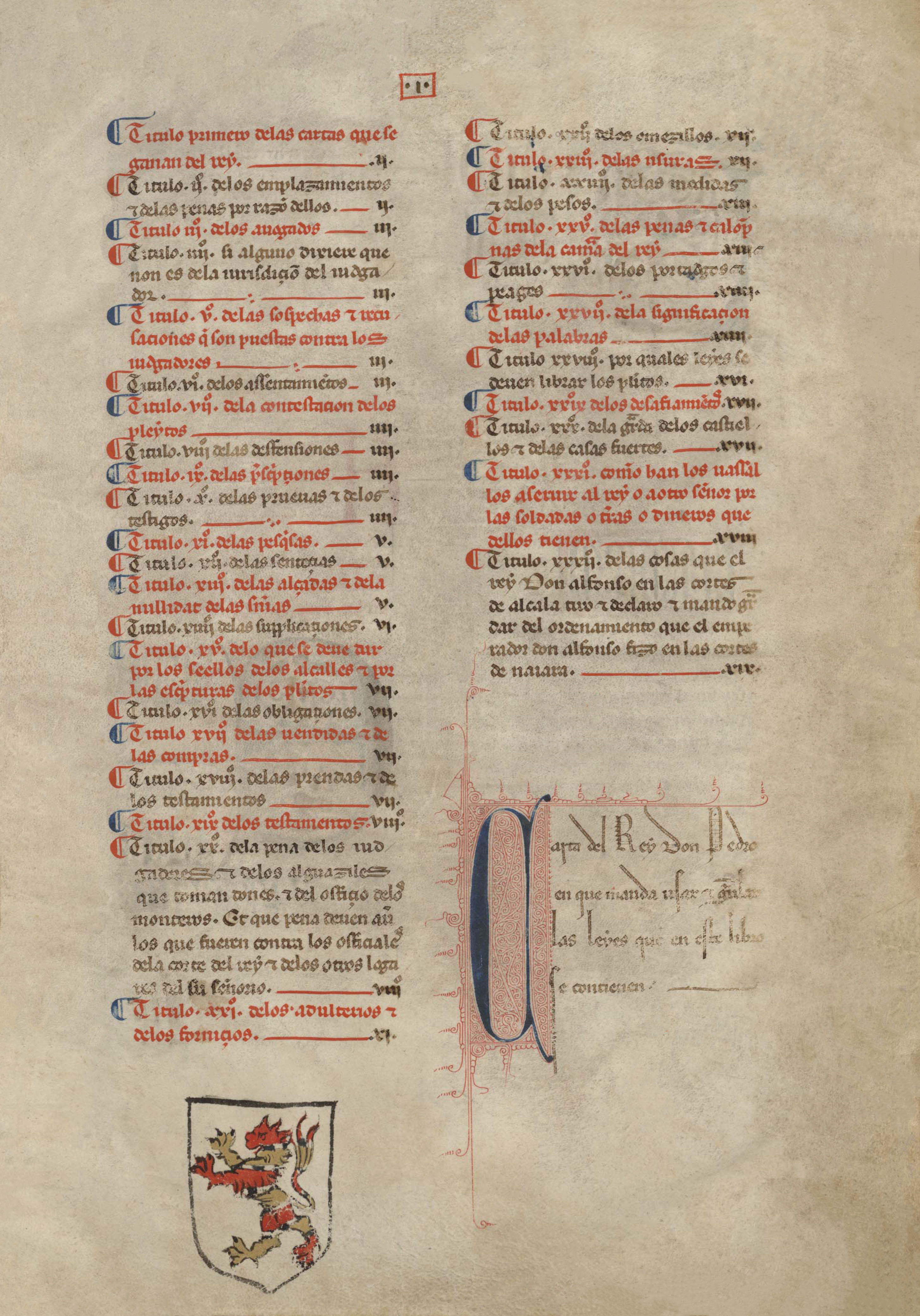
Index des documents.

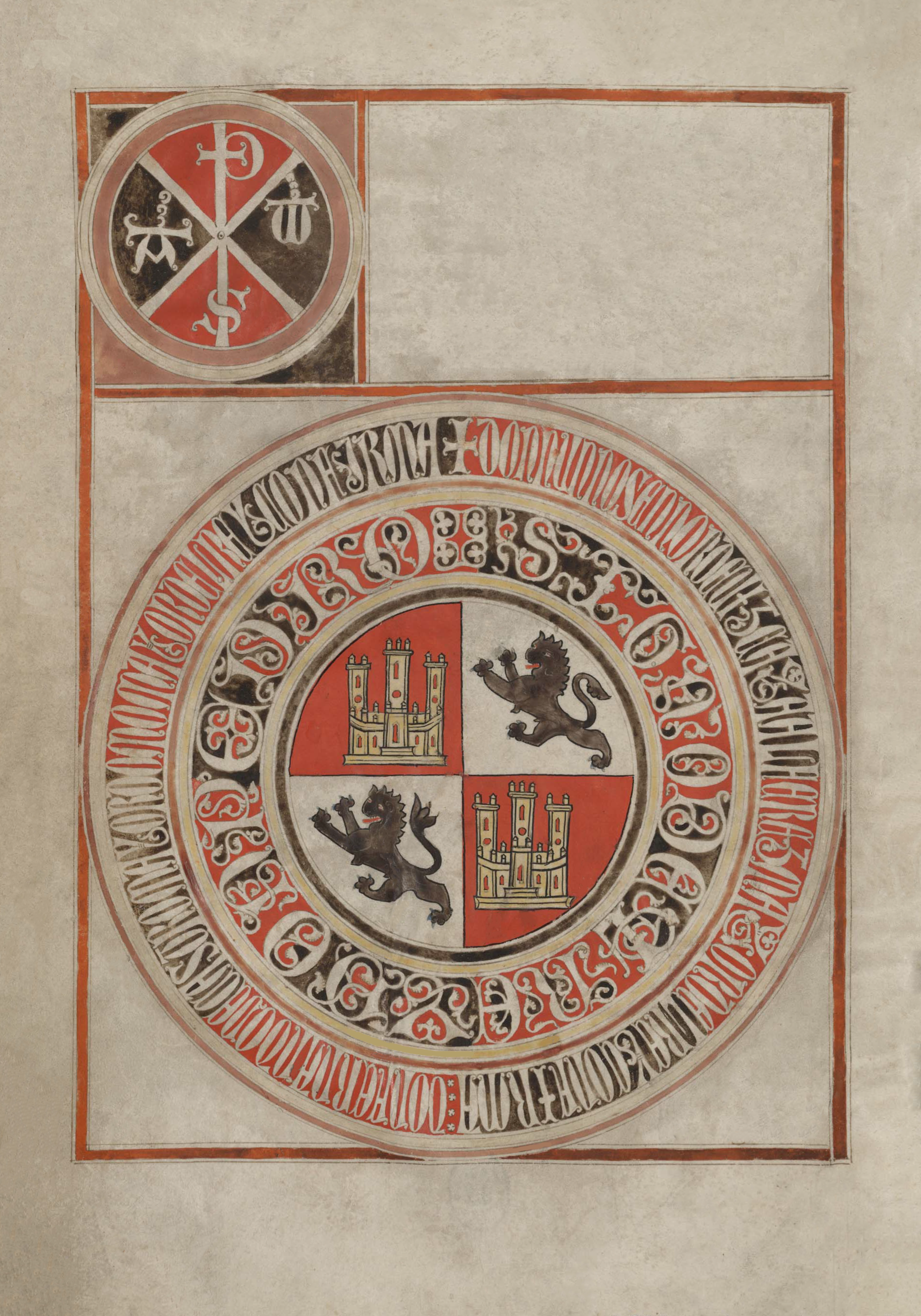
Timbres royaux.

L'Ordonnance d'Alcalá comporte un prologue d'Alphonse XI, une charte confirmative de don Pedro, seize lois adoptées à Villa Real en 1346, seize lois rédigées aux Cortès de Ségovie de même que plusieurs lois renouvelées ou nouvelles à ces Cortès d'Alcalá. En plus de nouvelles lois, incluant d'autres dispositions sur les contrats et testaments, l'ouvrage établit un ordre de préséance juridique de l'application des différents corps législatifs existants. Cet objectif permet d'établir ce qui doit s'appliquer : 1e les lois sanctionnées à Alcalá ; 2e le Fuero Juzgo et les fors qui demeurent en usage (toujours ne s'opposant pas à Dieu ni à la raison, et l'obligation de preuves dans les procès ; 3e les Siete Partidas. Enfin, l'interprétation du roi en cas de doute ou la procédure d'approbation tacite de ces dispositions. Le dernier titre, comptant 58 lois, est la pseudo-ordonnance de Nájera (es).
Le sommaire se décline ainsi :
- Titres I à XV - Droit procédural
- Titres XVI à XIX - Droit civil
- Titres XX à XXII - Peines
- Titre XXIII - Usure
- Titre XXIV - Poids et mesures
- Titre XXV - Amendes
- Titre XXVII - Prescription
- Titre XXVIII - Ordre de préséance des lois
- Titre XXIX - Duel
- Titre XXX - Châteaux et forts
- Titre XXXI - Vassaux
- Titre XXXII - Ordonnance de Nájera (es)

Plusieurs des principes de l'Ordonnance, nouveaux à l'époque, se retrouvent dans le droit espagnol contemporain, par exemple la validité des engagements contractuels peu importe la forme du contrat, la nullité de vente à prix injuste, l'interdiction de garantie extra-judiciaire. La loi 50 établit qu'en cas de naufrage, si les propriétaires ne sont pas retrouvés avant deux ans, le navire et sa cargaison deviennent propriété du roi. La loi 51 édicte qu'un navire ne peut être retenu pour raison de dettes impayées à l'étranger. Les Sentences de Damne, qui régissent le commerce avec la France, reprennent la compilation d'Oléron.

## Application
L'application de l'ordonnance d'Alcalá commence dans les fors locaux comme Sahagún, Cuenca, León et Castille, qui progressivement tendent vers le Fuero Real. Sans doute le roi doit céder aux pressions de la noblesse qui doit renoncer aux terres et aux privilèges durant les révoltes et guerres civiles du bas Moyen Âge, particulièrement pendant la régence de María de Molina et le règne de Ferdinand IV de Castille.
Lors des discussions avec Alphonse VII de León et Castille en 1138 à l'assemblée de Nájera, les nobles obtiennent des privilèges fiscaux et juridiques, la conservation des terres antérieures de seigneurie sous des conditions déterminées, et surtout leur maintien comme ricohombres (es), nobles puissants, qui se distinguent des chevaliers et bien sûr du reste des hommes libres. Il y a alors distinction claire à la Couronne de Castille entre les terres de realengo (es), sous juridiction royale, est celles du domaine seigneurial, sous juridiction d'un noble laïc ou du clergé. L'Ordonnance d'Alcalá donne une force légale aux Partidas adoptées un siècle plus tôt mais jusque-là sans valeur de contrainte et donne la sanction royale au Fuero viejo.
La disposition prend une validité accrue avec l'Ordonnance d'Alcalá, surtout en ce qui concerne les sources de droit (Titre XXVIII, Loi I de l'Ordonnance), d'autant que son texte est repris par les recopilaciones (es) de l'Époque moderne (Lois de Toro (es), Nueva recopilación, Novísima recopilación) et demeurent en vigueur jusqu'à l'adoption des constitutions espagnoles au XIXe siècle; et sur certains aspects, jusqu'à la promulgation du Code civil espagnol en 1889.
Dans les cas non prévus par l'Ordonnance, les dispositions des Siete Partidas s'appliquent. De manière générale, l'ordre de préséance est le suivant :
1. Ordonnance d'Alcalá;
2. Fores municipaux (avec restriction);
3. Siete Partidas;
4. Recours au roi.

De plus, l'interprétation finale de l'Ordonnance devient la prérogative du roi.